# Парк імені Миклухи-Маклая
Парк імені Миклухи-Маклая, також Малинський парк культури і відпочинку — парк-пам'ятка садово-паркового мистецтва, який розташований у місті Малин Житомирської області та названий на честь видатного мандрівника, антрополога, етнографа, географа, гуманіста Миколи Миколайовича Миклухи-Маклая.

## Історія
У 1873 році після смерті Миколи Миклухи Катерина Семенівна Беккер (матір Миколи Миколайовича Миклухи-Маклая) переселилася до Малина зі своїм старшим сином Сергієм та дочкою Ольгою, де придбала садибу — пізніше відому під назвою «Малинський маєток». У 1905 році після смерті Катерини Беккер маєток оцінили в 200 тисяч рублів. Особливу цінність мав парк, у якому було багато рідкісних дерев віком 500—600 років. Його було сплановано у ландшафтному стилі. Для підтримки парку у належному стані сім'я Миклухи-Маклая утримувала двох садівників. Більшість рослин були завезені особисто Миколою Миколайовичем у 1886-му та 1887-му роках з різних країн, зокрема з Нової Гвінеї та Австралії, але на сьогодні більшість рослин не збереглися. Упродовж 1917-1941 рр. парк почав занепадати, фактично ніхто його не доглядав, а значна частина інтродукованих видів на його території загинула. Нині у складі його дендрофлори переважають аборигенні деревні та чагарникові види.

## Реконструкція
У роки Другої світової війни фашистські окупанти вирізали частину дерев парку, який вже на той час примикав до центру міста. Відновлення міського парку почалося тільки у 1960-1970-ті роки. Тоді було розчищено та заасфальтовано алеї, розчищено ставки, на них збудовано станцію для човнів, споруджено літній театр. Крім того, збудовано дитячий майданчик з каруселями та атракціонами, який донині не зберігся. Статус парку-пам'ятки садово-паркового мистецтва місцевого значення імені Миклухи-Маклая було набуто 22 грудня 1973 року згідно з рішенням Житомирського облвиконкому, площа на той час становила 43,0 га. Але після проведення інвентаризації парку було з'ясовано, що внаслідок забудови периферійної частини (школа-ліцей, дитячий садочок, жилі приватні маєтки) протягом 1973—1992 рр. його площа зменшилася на 13,4 га і вже рішенням ІХ сесії VI скликання Житомирської обласної ради від 22 березня 2012 року площа парку становить 29,6 га.

## Природні ресурси
У парку-пам'ятці зростають 57 видів і форм деревних та чагарникових порід, зокрема деревних — 34 види, чагарникових — 22 види, чагарникових ліан — 1. У видовому складі переважають місцеві, аборигенні деревно-чагарникові види. Нечисленною є група інтродукованих видів декоративних, а також плодових видів, введених у дендрофлору парку порівняно недавно.

### Склад дендрофлори парку імені Миклухи-Маклая
| Родина                          | Кількість видів | Кількість інтродукованих видів |
| ------------------------------- | --------------- | ------------------------------ |
| Кленові Aceraceae               | 5               | 2                              |
| Барбарисові Berberidaceae       | 1               | 1                              |
| Березові Betulaceae             | 3               | -                              |
| Жимолостеві Caprifoliaceae      | 2               | -                              |
| Бруслинові Celastraceae         | 2               | -                              |
| Кипарисові Cupressaceae         | 1               | 1                              |
| Бобові Fabaceae                 | 5               | 3                              |
| Букові Fagaceae                 | 2               | 1                              |
| Гіркокаштанові Hippocastanaceae | 1               | 1                              |
| Маслинові Oleacea               | 1               | 1                              |
| Соснові Pinaceae                | 5               | 3                              |
| Розові Rosaceae                 | 17              | 6                              |
| Вербові Saliaceae               | 7               | 2                              |
| Липові Tiliaceae                | 1               | -                              |
| В'язові Ulmaceae                | 3               | 1                              |
| Виноградові Vitaceae            | 1               | 1                              |
| Усього                          | 57              | 23                             |

Найчисельнішою є родина Rosaceae — 17 видів. В оформленні декоративними насадженнями західної частини парку найчастіше трапляються рослини видів клен гостролистий та цукристий (Acer platanoides, Acer sacharinum), барабрис звичайний (Berberis orientalis), береза повисла (Betula pendula), граб звичайний (Carpinus betulus), ялівець козацький (Juniperus sabina), робінія псевдоакація (Robinia psevdoacacia), дуб червоний (Quercus rubra), гіркокаштан кінський (Aesculus hyppocastanum), ялина колюча та ялина звичайна (Picea pungens Engelm, Picea abies) та інші.